# フリードリヒ・エルトマン (アンハルト＝ケーテン＝プレス侯)
フリードリヒ・エルトマン（Friedrich Erdmann Fürst von Anhalt-Köthen-Pleß, 1731年10月27日 - 1797年12月12日）は、ドイツの諸侯アンハルト＝ケーテン侯爵家の公子で、シュレージエンのプレス侯（1765年 - 1797年）。

## 生涯
アンハルト＝ケーテン侯アウグスト・ルートヴィヒと、その2番目の妻でエルトマン・フォン・プロムニッツ伯爵（Erdmann von Promnitz）の娘であるエミーリエ（1708年 - 1732年）の間の三男、末息子として生まれた。最初はプロイセン軍に、次いでフランス軍に仕官した。七年戦争ではプロイセン軍と戦うが、1766年のフベルトゥスブルク条約を機にフランス軍を退役した。ロシア帝国に旅行した経験を持つ。フランス王ルイ16世の処刑後は、フランス軍における全ての勲章や等級を放棄し、プロイセン軍に再出仕した。
1765年、シュレージエン地方の大領主だった母方のプロムニッツ伯爵家が断絶したのに伴い、フリードリヒ・エルトマンがプレス自由等族領の領主の地位を相続し、同時にアンハルト＝ケーテン＝プレス侯（Fürst von Anhalt-Köthen-Pleß）の称号を名乗ることになった。これにより、アンハルト＝ケーテン侯爵家の分枝であるプレス侯爵家が成立した。プロイセン王フリードリヒ2世は1767年、フリードリヒ・エルトマンを正式にプレス侯として認めた。
経営者としての才能に恵まれたフリードリヒ・エルトマンはプレス侯領の積極的な開発を進め、ブランデンブルク＝プロイセンの政府に対しプレスの鉱山領主権（Bergregal）を認めさせ、歴青炭の採掘を行わせた。1775年から1776年にかけ、ティーハウ（現在のポーランド領シロンスク県ティヒ）に2翼からなるバロック様式の城館を築いた。
フリードリヒ・エルトマンは1779年、所領の一部ザイファースドルフ（現在のコジ）にプロテスタントを移住させ、移民たちに多くの特権を授けた。神学者のフリードリヒ・シュライアマハーは、このとき両親とともにザイファースドルフへのプロテスタント移民に参加している。また、侯爵はポーランドの白鷲勲章を授けられている。

## 子女
1766年6月13日にヴェルニゲローデ城において、シュトルベルク＝ヴェルニゲローデ伯ハインリヒ・エルンスト（Heinrich Ernst zu Stolberg-Wernigerode）の娘ルイーゼ（1744年 - 1784年）と結婚し、間に9人の子女をもうけた。
- エルンスト（1768年 - 1808年） - 知的障害者、継承権放棄
- フェルディナント（1769年 - 1830年） - プレス侯、アンハルト＝ケーテン公爵
- アンナ・エミーリエ（1770年 - 1830年） - 1791年、ハンス・ハインリヒ6世・フォン・ホッホベルク伯爵と結婚
- ベネディクテ（1771年 - 1773年）
- クリスティアーネ（1774年 - 1783年）
- ゲオルク（1776年 - 1777年）
- ハインリヒ（1778年 - 1847年） - プレス侯、アンハルト＝ケーテン公爵
- クリスティアン（1780年 - 1813年）
- ルートヴィヒ（1783年 - 1841年） - プレス侯